# Eli Manning
Elisha Nelson „Eli” Manning (New Orleans, Louisiana, 1981. január 3. –) amerikai amerikaifutball-játékos.

## Pályafutása

### Fiatalkora
Elisha Nelson Manning New Orleansban született családja harmadik gyermekeként. Apja Archie Manning, a New Orleans Saints amerikaifutball-csapat híres irányító játékosa, anyja Olivia Williams. Bátyjaival, Cooperrel és Peytonnal a foci volt a kedvenc elfoglaltságuk, apró gyermekkorukból filmfelvételek maradtak fenn erről. Apjával nem töltött sok időt, hiszen Archie mindig utazott. Bátyjai főiskolára mentek, ő az Isidore Newman High Schoolban tanult, és futballozott. Már ekkor quarterbacket, azaz irányítót játszott.

### Az egyetemen
Tanulmányait a University of Mississippin (népszerű nevén Ole Miss) folytatta, és az egyetem Ole Miss Rebels nevű futballcsapatában játszott. Eleinte ugyan csere volt, de hasznos volt számára, hogy jó csapat tagja lehetett. Együtt játszott Deuce McAllisterrel és megnyerték az Independence Bowlt.
2000-ben, amikor csapata a West Virginia Universityvel találkozott, és a Rebels a 4. negyedben már 49–16-os hátrányba volt, Cutcliffe edző beállította Elit. Eli 20 passzából 12 sikeres volt, 167 yard mellett három touchdownt szerzett, ami ugyan nem volt elég a győzelemhez, de megmutatta a fiatal játékosban rejlő lehetőséget. A következő évre – általános megítélés szerint – az Ole Miss nagyon meggyengült: elment McAllister, Miller és a kiváló elkapó Grant Heard. Eli Manning lett a kezdő QB, és nagy meglepetésre a Rebels 6–1-gyel nyitott, olyan játékosokkal, akiket eddig nem nagyon ismertek. Az egyetemi futball egyik legemlékezetesebb meccsén az Ole Miss az Arkansas Razorbacksszel találkozott, és csak hétszeres hosszabbításban kaptak ki 58–56-ra. Ezen a mérkőzésen Manning 312 passzolt yardot és három touchdownt ért el. Az alapszakaszt 7–4-gyel zárták. Eli Manning több tucat iskolai rekordot döntött meg vagy állított be: 63,5 százalékos passzolási mutató és 31 dobott touchdown 9 interception ellenében. 2002-ben a csapat ugyanazokkal a problémákkal állt szemben, mint előző évben. Védelme 30 pontot szenvedett el meccsenként, a támadósorból sokan távoztak. A 6–6-os mérleg csak az Independence Bowlra volt elég, amit viszont megnyertek.
Eli Manning már készen állt a 2003-as draftra, végül nem indult el azon. Olyan ellenfelekkel találkozott volna össze, mint Carson Palmer, Byron Leftwich ésRex Grossman, akik ellenében legfeljebb egy késő elsőkörös lehetett volna. Visszatérve az Ole Misshez, 10–3-mal mérlegelt, és megnyerte a Cotton Bowlt. Ebben az idényben 3600 yardot és 29 touchdownt dobott. Tucatnyi elismerést bezsebelt, köztük az év játékosa díjat. A Heisman Trophy (amit az egyetemi futball legjobb játékosa kap) szavazásán a harmadik helyen végzett.

#### A főiskolai időszak díjai
- 2001, 2003 – Conerly-trófea
- 2002 – Independence Bowl MVP
- 2003 – Johnny Unitas Aranykéz díj
- 2003 – Maxwell-díj
- 2003 – National Football Foundation and College Football Hall of Fame Scholar-Athlete
- 2003 – Sporting News Radio Socrates Award
- 2003 – Southeastern Conference Football MVP
- 2004 – Cotton Bowl Classic Offensive MVP

#### Statisztikái
| Szezon   | Passz            | Passz      | Passz         | Passz           | Passz | Passz  | Passz | Passz          | Futás         | Futás | Futás | Futás |
| Szezon   | Mérkőzések száma | QB- mutató | Passzok száma | Sikeres passzok | %     | Yard   | TD    | Inter- ception | Futások száma | Yard  | Arány | TD    |
| -------- | ---------------- | ---------- | ------------- | --------------- | ----- | ------ | ----- | -------------- | ------------- | ----- | ----- | ----- |
| 2000     | 6                | 117,4      | 53            | 28              | 52,8  | 337    | 3     | 2              | 7             | 4     | 0,6   | 0     |
| 2001     | 11               | 144,8      | 408           | 259             | 63,5  | 2948   | 31    | 9              | 31            | 9     | 0,3   | 0     |
| 2002     | 13               | 125,6      | 481           | 279             | 58,0  | 3401   | 21    | 15             | 39            | –120  | −3,0  | 2     |
| 2003     | 13               | 148,1      | 441           | 275             | 62,4  | 3600   | 29    | 10             | 48            | –28   | –0,6  | 3     |
| Összesen | 43               | 138,1      | 1383          | 841             | 60,8  | 10 286 | 84    | 36             | 125           | –135  | −1,1  | 5     |

### Profi játékosként

#### A draft
A drafton vagy játékosbörzén az amatőr játékosokat szerződtetik le profi klubok – gondosan meghatározott szabályok szerint. A 2004-es NFL-drafton az első helyen a San Diego Chargers választhatott. Archie Manning azonban nem akarta, hogy fia a leggyengébb csapatához kerüljön, ezért Eli ügynökének közvetítésével meggyőzte a San Diego vezetőit, hogy a nagy múltú New York Giants számára engedjék át az ifjú irányítót. A drafton ennek ellenére a Chargers mezét kapta, és három körrel később a New York Giants Philip Riverst választotta. Az eseményt követő sajtótájékoztatón aztán közlemény érkezett, miszerint a két klub megállapodott a cseréről, és Eli Manning hivatalosan is a Giants játékosa lett.

#### A New York Giantsnél

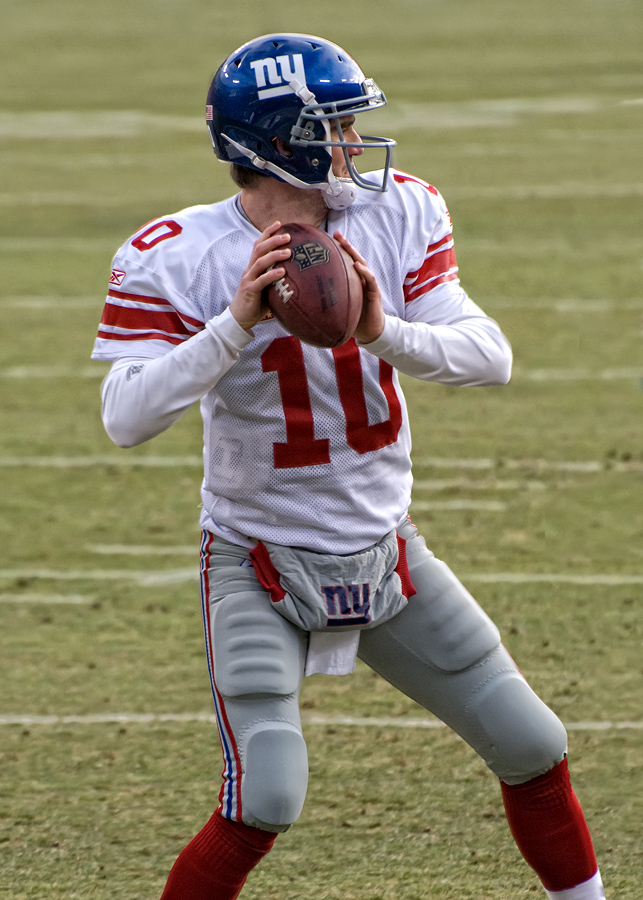
Eli Manning 2012-ben

A New Yorknak ekkor már volt irányítója Kerry Collins személyében, aki Manning érkezése miatt az Oakland Raidershez távozott. A klub egyfajta biztosítékként leigazolta Kurt Warnert. Az edzőtáborban Manning hasonlóan mutatkozott be, mint minden elsőéves. Elhibázta a biztos dobásokat, a snapnél kiejtette a labdát. Így a kezdő irányító Warner lett. A 2004-es évet jól kezdte a Giants, Warner megállta a helyét, de a hamarosan jelentkező sérülések rányomták bélyegüket a játékra. Tom Coughlin edző végül novemberben, az Atlanta Falcons elleni mérkőzésre állította be Eli Manninget. Az irányító a mérkőzésen legtöbbször Jeremy Shockey tight endet kereste a labdáival. A Giants 14-10-re veszített, Manning mérkőzés végi mérlege 37-ből 17 sikeres átadás, 162 yard, 1 touchdown és 2 interception volt. Első győzelmét idegenben a Dallas Cowboys ellen szerezte. A 4. negyedben, a Cowboys három pontos vezetésénél a Giantsnél volt a labda. Az endzone-hoz közel Manning Tiki Barberhez játszott, és ezzel a Giants 28–24-re nyert. Bemutatkozó szezonjában, ami az NFL légkörének megismerését szolgálta, az edzője, Coughlin nem volt teljesen megelégedve Manning teljesítményével, de a vezetőség 6 évre 45 millió dollárt ajánlott fel az irányítónak.
Eli Manning teljesítménye fokozatosan javult, egyre jobb QB lett. Erős karja, remek mozgása és felépítése van, klasszikus példája az úgynevezett „zsebirányítóknak”. A 2007-es idényben csapatát a Super Bowlba juttatta, ahol az előzetes esélylatolgatások során nagy esélyesnek tartott, Tom Brady által vezérelt és veretlenül a döntőbe jutó New England Patriotsot verték 17–14 arányban. A mérkőzés utolsó támadássorozatban David Tyreenek adott passzát minden idők egyik legnagyobb Super Bowl-játékaként emlegetik. A nagydöntő legértékesebb játékosa (MVP) Eli Manning lett. Ezzel történelmet írtak testvérével, Peytonnal: ők az első testvérpár, akik irányítóként megnyerték a Super Bowlt, ráadásul MVP-nek is őket választották.
A következő pár évben némi visszaesés mutatkozott a csapat játékában, de a 2011-es idényben, noha ekkor sem zárták az alapszakaszt nagyon meggyőzően (9–7), az Eli Manning vezette csapat ismét remekül összpontosítva eljutott a Super Bowl XLVI-ba. A 2012. február 5-én lejátszott mérkőzésen az ellenfél ismét a New England volt, és Eli Manningék ismét legyőzték ellenfelüket, ezúttal 21–17-re. Ismét Manning lett a nagydöntő MVP-je, 40 passzából 30 volt jó (296 yarddal), egy touchdownt ért el, interceptionje nem volt.
A 2012-es szezon kiválóan indult Manning és a Giants számára. Az alapszakasz első felében még biztos csoportgyőztesnek látszottak, de ezután meglepő vereségek következtek. A csapat nem jutott be a rájátszásba, de Eli Manninget már harmadszor hívták meg a Pro Bowlra, az NFL all-star mérkőzésére.

## Magánélete
Eli Manning 2008. április 19-én megnősült, felesége Abby McGrew, akivel már az Ole Miss időktől ismerték egymást. Egy lányuk született, Ava Frances.
A Katrina hurrikán idején Eli és Payton, a két Manning testvér közreműködött a New Orleans-i emberek megsegítésében, ivóvizet, gyermekruhákat, takarókat és párnákat szállítottak ki. A segítségben a két fiú apja, Archie Manning is közreműködött. Eli Manning 2,5 millió dollárt ajánlott fel egy, a saját nevét viselő gyermekklinika létesítésére. Öt évig volt a házigazdája a Blind’s Golf Classic nevű jótékonysági golfeseménynek, amelynek bevételéből (évente több mint félmillió dollár) a vakokat és gyengénlátókat segítik.

## Fordítás
- Ez a szócikk részben vagy egészben  az   Eli Manning című angol Wikipédia-szócikk fordításán alapul.  Az eredeti cikk szerkesztőit annak laptörténete sorolja fel. Ez a jelzés csupán a megfogalmazás eredetét és a szerzői jogokat jelzi, nem szolgál a cikkben szereplő információk forrásmegjelöléseként.